# 北京贡院

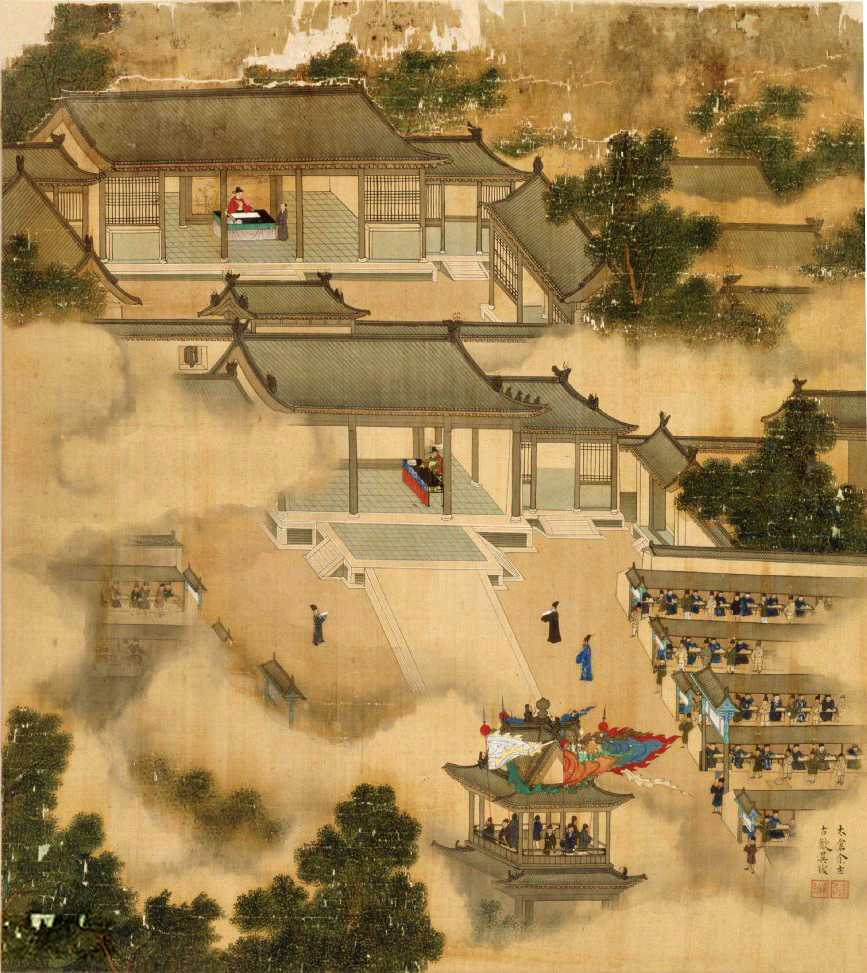
《徐顯卿宦跡圖·棘院秉衡》表現的明萬曆年間北京貢院會試場景，下方明遠樓旌旗招展，兩側考棚已為磚瓦房

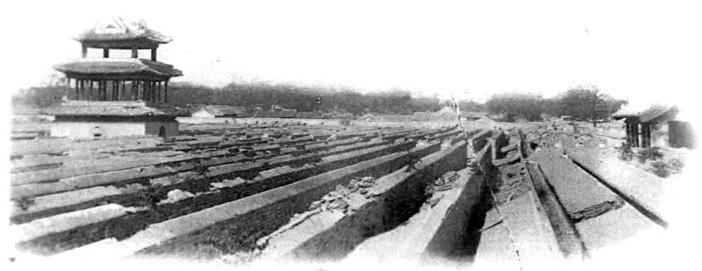
1900年-01年，八国联军入侵时法军拍摄的北京贡院

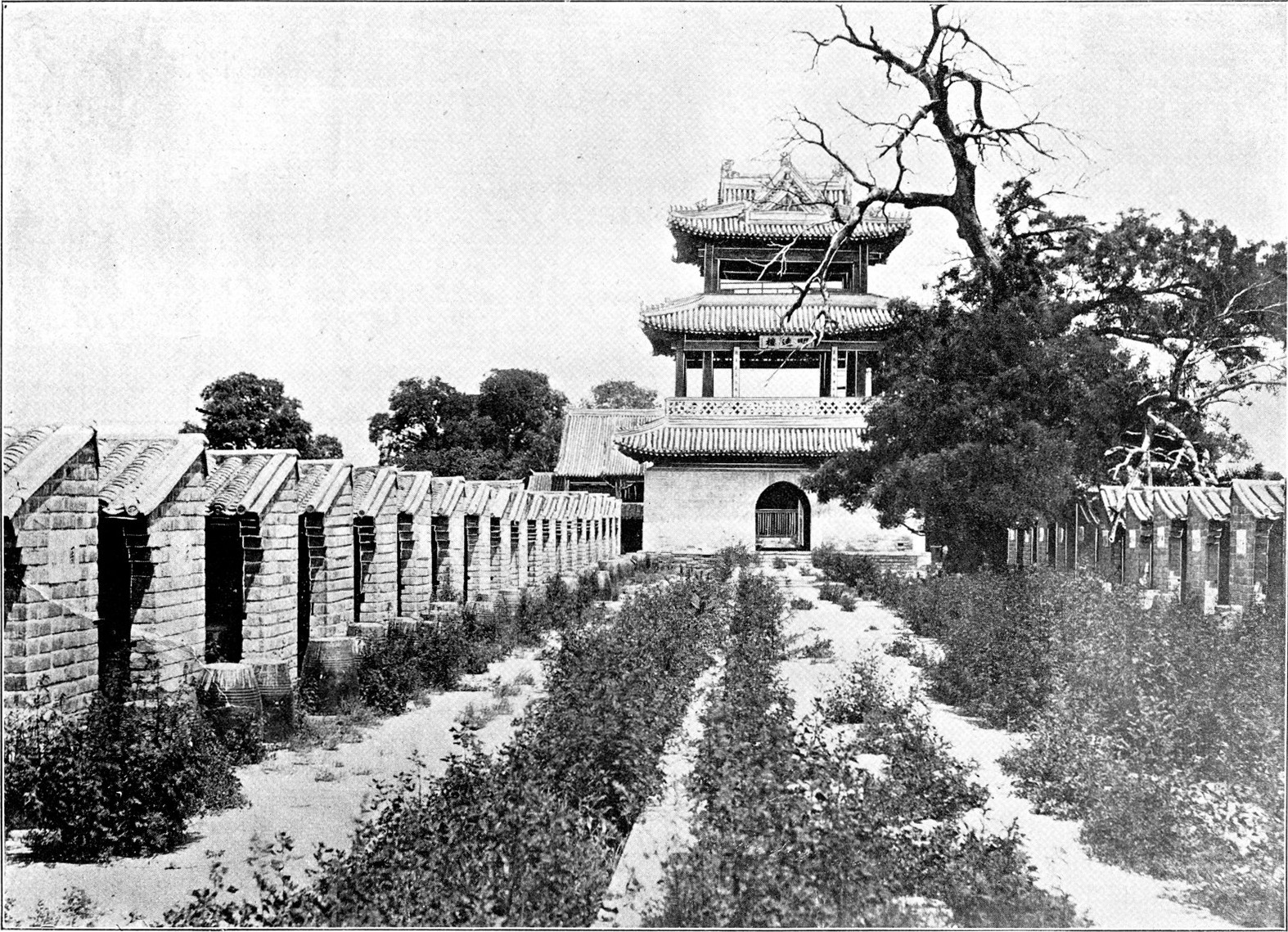
1906年，北京贡院明远楼

北京贡院，即明、清两代的贡院， 建于明永乐十三年（1415年）。是礼部会试的考场，也是顺天府乡试的考场。位于今北京建国门内中国社会科学院一带，现今还有贡院东街、贡院西街、贡院头条、贡院二条、贡院三条等地名。
1900年庚子事变后，因克林德于附近遇刺身亡，归德军管理，拆出建筑材料变卖。奕劻曾派员交涉。
在原有贡院的位置上，现在主要是中国社会科学院和贡院六号，其中国家邮政博物馆坐落在贡院六号院内，贡院六号内还有高档写字楼一栋（E座）和高档公寓楼一座（A-D座）。

## 轶事
明初，由于正在修建紫禁城和京城城墙，财力不足，故贡院只用木板、苇席等物，因陋就简搭建而成。明英宗天顺七年（1463年）会试时贡院失火。因考生都被锁在考棚内答卷（怕作弊，故称“锁院”），结果被烧死一百多名举人。后埋葬在朝阳门外，人称“天下英才冢”。万历年间，由大学士张居正提议，贡院改成以砖瓦结构为主的房间。 